# Lars Heuman
Lars Heuman, född 1941, är professor i processrätt vid Stockholms universitet samt rättsvetenskaplig författare.